# Vickers Warwick
Pour les articles homonymes, voir Warwick.
Le Vickers Warwick était un avion britannique multi-rôle de la Seconde Guerre mondiale. Construit par la firme Vickers-Armstrongs Ltd au début comme un bombardier lourd, le Warwick servit au sein de la Royal Air Force comme avion de transport, de secours en mer et de reconnaissance maritime. Il servit aussi dans une configuration civile au sein de la British Overseas Airways Corporation (BOAC).

## Conception et développement
Le Warwick fut développé en même temps que le Vickers Wellington pour répondre aux Spécifications B.1/35 de l'Air Ministry, qui demandait un bombardier bimoteur lourd (suivant les standards de l'époque). Le prototype fut décommandé en 1936 quand il fut décidé de standardiser les bombardiers en quadrimoteurs. La firme Vickers compléta quand même deux prototypes.
Le premier vola le 13 août 1939, motorisé avec des Rolls-Royce Vulture à cylindres en X refroidi par eau, c'est-à-dire un moteur avec 2 blocs de cylindres en V montés en opposition horizontale. Comme ces moteurs présentèrent des problèmes de refroidissement et un rendement trop faible, ils furent remplacés en 1940, par des Bristol Centaurus IV. Malgré la nette amélioration des performances, le deuxième prototype fut équipé par des moteurs Pratt & Whitney R-2800-47 Double Wasp.
Le Warwick utilisait une structure innovante géodésique, qui avait été développée par Barnes Wallis pour les bombardiers Vickers Wellesley et Wellington. Dans ce système, des tubes en duralumin forment une structure en réseau recouverte par du textile recouvert d'une multitude de couche d'enduit, créant ainsi un fuselage très résistant car chaque portion du fuselage peut compenser la perte de sa partie opposée. Même si le fuselage était arraché d'un côté, la structure de l'avion restait intacte et continuait à voler. Au total, 219 Warwick Mk.I furent construits, les 95 derniers étant équipés du moteur R-2800-47 de 2 000 ch.

## Service opérationnel
Le Warwick fut commandé par le RAF Coastal Command en configuration reconnaissance anti-sous-marine. En 1943, les Warwicks furent équipés d'un radeau de survie largage Mk IA de 770 kg pour les opérations de secours maritime. Ce bateau de survie, dessiné par le constructeur de bateau Uffa Fox, était équipé d'un nécessaire de survie et propulsé par 2 moteurs de 4 ch. Il était largué par parachute d'une altitude de 320 m à côté des naufragés.
Les Warwicks de secours en mer ont secouru bon nombre d'équipages d'Halifax, Lancaster, Wellington et B-17 et durant l'opération Market Garden, ils remorquèrent des planeurs Hamilcar.

## Variantes
Warwick Mark I
- Warwick B Mk I — Bombardier, sur les 150 appareils commandés seulement 16 unités seront construites. Ces appareils furent utilisés pour des séries de tests.
- Warwick C Mk I ou Vickers Type 456 — Version de transport civile pour la BOAC, sera utilisé en Méditerranée et en Afrique du Nord.
- Warwick B/ASR Mk I — 40 appareils convertis à partir du bombardier Warwick B.Mk I. Le ASR ou Air/Sea Rescue peut transporter 2 packs de survie Lindholme. Chaque pack comprend un dinghy et des containers de vivres et d'eau douce en plus d'équipements de survie.
- Warwick ASR (Stage A) — 10 appareils convertis à partir du bombardier Warwick B.Mk I. Le    ASR (Stage A) était utilisé pour les opérations de secours en mer. Il peut transporter un bateau parachutable et 2 packs Lindholme.
- Warwick ASR (Stage B) — 20 appareils convertis à partir du bombardier Warwick B.Mk I. Le ASR (Stage B) possédait le même équipement que le Stage A.
- Warwick ASR Mk I ou Type 462 - version de secours en mer, il peut transporter un bateau de secours parachutable. Cette version était motorisé par des Pratt & Whitney Double Wasp R-2800-S1A4G de 1 850 ch. 205 construits.

Warwick Mark II

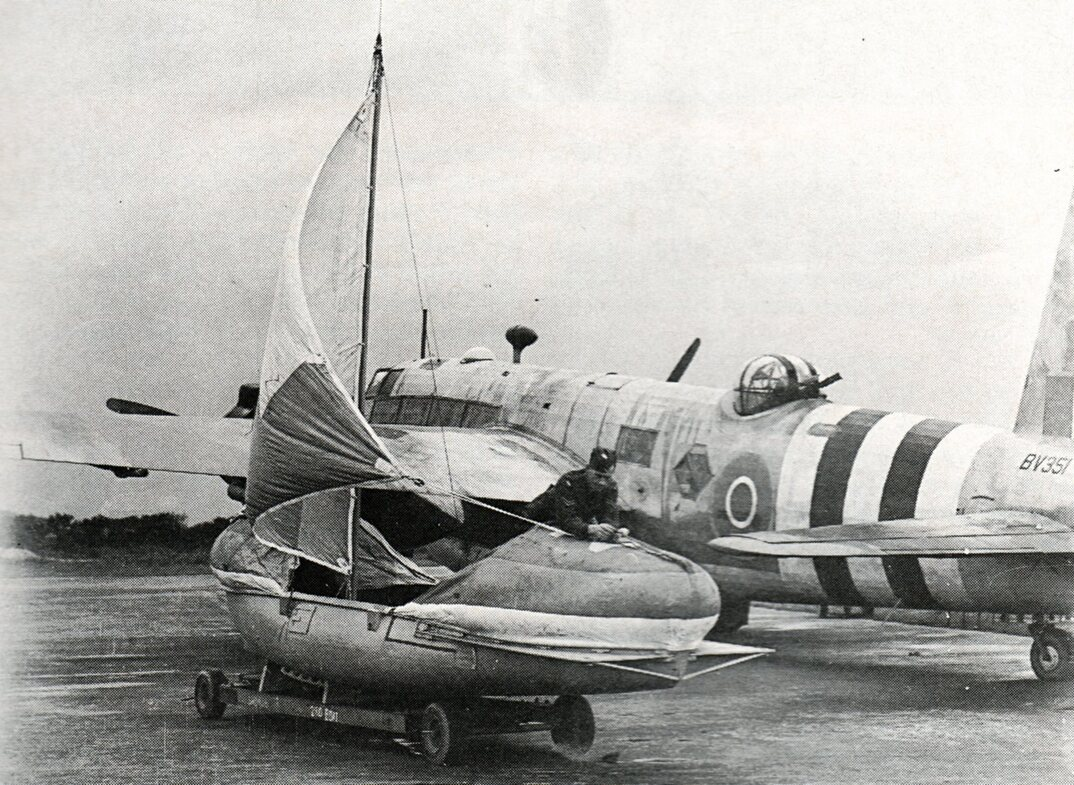
Le bateau de secours parachutable à côté d'un Warwick B/ASR Mk I

- Warwick B Mk II ou Vickers Type 413 — Prototype de bombardier basé sur le Warwick B Mk I, Une seule unité construite.
- Warwick GR Mk II ou Vickers Type 469 — Version lutte ASM et de patrouille maritime. Équipé de torpilles et de bombes, il possédait deux moteurs en étoile Bristol Centaurus VI de 2 500 ch. 118 unités construites.
- Warwick GR Mk II Met — Version de reconnaissance météo basée sur le Warwick GR Mk II; 14 construits.

Warwick Mark III
- Warwick C Mk III ou Vickers Type 460 — version de transport désarmée. Possède une extension en forme de panier sous le fuselage, ce qui permet d'augmenter son poids en charge à 20 400 kg. Il pouvait transporter 24 soldats avec leur équipement ou 10 passagers dans une version VIP. 100 construits.

Warwick Mark IV
- Warwick ASR Mk VI ou Vickers Type 485 — Dernière version de secours en mer. Cet avion possédait deux moteurs Pratt & Whitney Double Wasp R-2800-2SBG. 94 construits.

Warwick Mark V
- Warwick GR Mk V ou Vickers Type 474 — Version lutte ASM et de patrouille maritime. Propulsé par deux Bristol Centaurus VII, il était armé de 8 mitrailleuses et pouvait transporter 2 700 kg de bombes, mines ou charges de profondeur. Une Leigh light était installé sous le fuselage. Cette version arriva trop tard pour connaître le feu de la Seconde Guerre mondiale. 210 construits.

## Pays utilisateurs

### Opérateurs militaires
Pologne : Armée de l'air polonaise exilée en France et en Angleterre.
- No. 301 Polish Bomber Squadron
- No. 304 Polish Bomber Squadron

 Afrique du Sud : South African Air Force
 Royaume-Uni : Royal Air Force
- No. 38 Squadron RAF
- No. 167 Squadron RAF
- No. 179 Squadron RAF
- No. 251 Squadron RAF
- No. 269 Squadron RAF
- No. 275 Squadron RAF
- No. 276 Squadron RAF
- No. 277 Squadron RAF
- No. 278 Squadron RAF
- No. 279 Squadron RAF
- No. 280 Squadron RAF
- No. 281 Squadron RAF
- No. 282 Squadron RAF
- No. 283 Squadron RAF
- No. 284 Squadron RAF
- No. 292 Squadron RAF
- No. 293 Squadron RAF
- No. 294 Squadron RAF
- No. 353 squadron RAF
- No. 520 Squadron RAF
- No. 525 Squadron RAF
- No. 621 Squadron RAF

### Opérateurs civils
Royaume-Uni : BOAC

## Avions comparables
Avro Lancaster
 Vickers Wellington